# And Yet It Moves
『And Yet It Moves』は、オーストリアのインディーゲーム開発会社Broken Rulesが制作した2Dアクションパズルゲーム。日本語版は、ズーから発売のものは『アンド イエット イット ムービース』、アクティブゲーミングメディアとディー・エヌ・エーから発売のものは『それでも地球は回っている』（それでもちきゅうはまわっている）のタイトルで配信された。

## 概要
紙のような質感で描かれたサイドビューの世界を舞台に、同じく紙のような質感の主人公が冒険する。プレイ中には世界全体を回転させることができ、この機能を用いて状況を変化させながら主人公を操作しゲームを進めることになる。
本作は、Broken Rulesのメンバーがウィーン工科大学の学生時代に課題用として制作したゲームソフトを端緒としている。一般的な2Dゲームとの違いを出そうと模索する中で世界を回転させるアイデアが生まれ、グラフィックが不得手なメンバーのみだったことから簡単に作れ独自性を出せる手法としてちぎり絵の表現が採用された。

## 日本における配信
- 2009年4月8日、ゲーム情報サイト「4Gamer.net」がPC版『And Yet It Moves』のデモ版を配信[2]。
- 2010年3月17日、ズーよりPC版『アンド イエット イット ムービース』を配信（現在は配信終了）[9]。
- 2011年6月2日、アクティブゲーミングメディアが運営するECサイト「PLAYISM」においてPC版『それでも地球は回っている』を配信[10]。
- 2015年2月25日、ディー・エヌ・エーよりiOS版『それでも地球は回っている』を配信（現在は配信終了）[5]。

## 評価
以下はいずれも製品版発売前のプロトタイプ版における評価。
- 2007 Independent Games Festival Student Showcase 優勝[11]
- 2007 EUROPRIX Top Talent Award ノミネート[11]
- Independent Games Showcase at E3 2007 「Official Selection」選出[12]
- IndieCade（英語版） Awards 2008 ノミネート[11][13]